# Chuột đồng núi cao
Rattus osgoodi là một loài động vật có vú trong họ Chuột, bộ Gặm nhấm. Loài này được Musser & Newcomb mô tả năm 1985.